# 麻世 (川﨑麻世のアルバム)
『麻世』（まよ）は、1978年5月21日にCBS・ソニーから発売された、川﨑麻世の初スタジオ・アルバム。規格品番：25AH-469。

## 概要
2022年3月時点で未CD化。

## 収録曲

### SIDE A
1. 暗くなるまで待って
作詞：森雪之丞／作曲：都倉俊一／編曲：田辺信一
2. 指先に稲妻
作詞：森雪之丞／作曲・編曲：馬飼野康二
3. オーロラ
作詞：石原信一／作曲・編曲：筒美京平
4. 許された魂
作詞：石原信一／作曲・編曲：あかのたちお
5. 夢泥棒
作詞：森雪之丞／作曲：都倉俊一／編曲：田辺信一
6. ラブ・ショック
作詞：石原信一／作曲・編曲：筒美京平

### SIDE B
1. 青いシンボル
作詞：石原信一／作曲・編曲：あかのたちお
2. ファイヤー
作詞：石原信一／作曲：宮本光雄／編曲：萩田光雄
3. 危険な曲り角
作詞：森雪之丞／作曲・編曲：都倉俊一
4. マグニチュード7
作詞：森雪之丞／作曲・編曲：馬飼野康二
5. ドラマチック
作詞：石原信一／作曲：宮本光雄／編曲：萩田光雄
6. 君に賭ける
作詞：中里綴／作曲・編曲：馬飼野康二